# Wahlkreis Odenwald
Der Wahlkreis Odenwald (Wahlkreis 53) ist ein Landtagswahlkreis in Hessen. Der Wahlkreis umfasst den gesamten Odenwaldkreis mit den Städten Bad König, Breuberg, Erbach, Michelstadt und Oberzent sowie den Gemeinden Brensbach, Brombachtal, Fränkisch-Crumbach, Höchst im Odenwald, Lützelbach, Mossautal, und Reichelsheim, sowie ab der Wahl zum Hessischen Landtag 2023 die Gemeinde Wald-Michelbach und die Städte Hirschhorn und Neckarsteinach.
Wahlberechtigt waren bei der letzten Landtagswahl 70.409 der rund 99.000 Einwohner des Odenwaldkreises.

## Wahl 2023
| Landtagswahl in Hessen 2023 – WK OdenwaldZweitstimmen %403020100 34,7 %22,2 %16,9 %10,2 %4,9 %3,7 %2,2 %1,9 %3,3 % CDUAfDSPDGrüneFDPFWLinkeTierschutzSonst.Gewinne und Verlusteim Vergleich zu 2018 %p 10 8 6 4 2 0 −2 −4 −6+8,1 %p+7,6 %p−5,4 %p−5,6 %p−3,8 %p+1,4 %p−3,9 %p+0,6 %p+1,0 %pCDUAfDSPDGrüneFDPFWLinkeTierschutzSonst. |

| Gegenstand der Nachweisung | Gegenstand der Nachweisung | Erst- stimmen | Erst- stimmen | Zweit- stimmen | Zweit- stimmen |
| Bewerber                   | Partei                     | Anzahl        | %             | Anzahl         | %              |
| -------------------------- | -------------------------- | ------------- | ------------- | -------------- | -------------- |
| Wahlberechtigte            | Wahlberechtigte            | 82.512        | 82.512        | 82.512         | 82.512         |
| Wähler                     | Wähler                     | 54.447        | 54.447        | 54.447         | 66,0           |
| Ungültige Stimmen          | Ungültige Stimmen          | 1.159         | 2,1           | 970            | 1,8            |
| Gültige Stimmen            | Gültige Stimmen            | 53.288        | 97,9          | 53.477         | 98,2           |
| davon                      |                            |               |               |                |                |
| Sandra Funken              | CDU                        | 18.997        | 35,6          | 18.548         | 34,7           |
| Frank Diefenbach           | GRÜNE                      | 4.910         | 9,2           | 5.465          | 10,2           |
| Rüdiger Holschuh           | SPD                        | 11.505        | 21,6          | 9.043          | 16,9           |
| Bernd Engemann             | AfD                        | 11.079        | 20,8          | 11.877         | 22,2           |
| Moritz Promny              | FDP                        | 2.760         | 5,2           | 2.629          | 4,9            |
| Anton Stortchilov          | Die Linke                  | 1.345         | 2,5           | 1.166          | 2,2            |
| Gina Tomada                | Freie Wähler               | 2.692         | 5,1           | 1.987          | 3,7            |
|                            | Tierschutzpartei           |               |               | 1.010          | 1,9            |
|                            | Die PARTEI                 | 340           | 0,6           |                |                |
|                            | Piraten                    | 161           | 0,3           |                |                |
|                            | ÖDP                        | 88            | 0,2           |                |                |
|                            | P. f. schulm. Verjf.       | 35            | 0,1           |                |                |
|                            | V-Partei³                  | 179           | 0,3           |                |                |
|                            | PdH                        | 76            | 0,1           |                |                |
|                            | ABG                        | 103           | 0,2           |                |                |
|                            | APPD                       | 43            | 0,1           |                |                |
|                            | Basis                      | 297           | 0,6           |                |                |
|                            | DKP                        | 56            | 0,1           |                |                |
|                            | DIE NEUE MITTE             | 30            | 0,1           |                |                |
|                            | Volt                       | 251           | 0,5           |                |                |
|                            | Klimaliste                 | 93            | 0,2           |                |                |

Die direkt gewählte Wahlkreisabgeordnete Sandra Funken (CDU) vertritt den Wahlkreis im Landtag. Moritz Promny (FDP) ist über die Landesliste seiner Partei in den Landtag eingezogen.

## Wahl 2018
| Gegenstand der Nachweisung | Gegenstand der Nachweisung    | Wahlkreis- stimmen | Wahlkreis- stimmen | Landes- stimmen | Landes- stimmen |
| Kreiswahlbewerber/in       | Partei                        | Anzahl             | %                  | Anzahl          | %               |
| -------------------------- | ----------------------------- | ------------------ | ------------------ | --------------- | --------------- |
| Wahlberechtigte            | Wahlberechtigte               | 70.409             | 100,0              | 70.409          | 100,0           |
| Wähler                     | Wähler                        | 46.810             | 66,5               | 46.810          | 66,5            |
| Ungültige Stimmen          | Ungültige Stimmen             | 1.472              | 3,1                | 1.346           | 2,9             |
| Gültige Stimmen            | Gültige Stimmen               | 45.338             | 96,9               | 45.464          | 97,1            |
|                            |                               |                    |                    |                 |                 |
| Sandra Funken              | CDU                           | 12.885             | 28,4               | 12.103          | 26,6            |
| Rüdiger Holschuh           | SPD                           | 12.786             | 28,2               | 10.299          | 22,7            |
| Frank Diefenbach           | GRÜNE                         | 6.647              | 14,7               | 7.149           | 15,7            |
| Anton Stortchilov          | LINKE                         | 2.480              | 5,5                | 2.810           | 6,2             |
| Moritz Promny              | FDP                           | 4.174              | 9,2                | 3.865           | 8,5             |
| Karl-Ludwig Kunstein       | AfD                           | 6.366              | 14,0               | 6.588           | 14,5            |
| –                          | PIRATEN                       | x                  | x                  | 150             | 0,3             |
| -                          | Freie Wähler Hessen           | x                  | x                  | 1.014           | 2,2             |
| –                          | NPD                           | x                  | x                  | 86              | 0,1             |
| –                          | Die Partei                    | x                  | x                  | 229             | 0,5             |
| –                          | ödp                           | x                  | x                  | 81              | 0,2             |
| –                          | Die Grauen                    | x                  | x                  | 76              | 0,0             |
| –                          | BüSo                          | x                  | x                  | 10              | 0,0             |
| –                          | AD-Demokraten                 | x                  | x                  | 46              | 0,1             |
| –                          | Bündnis C                     | x                  | x                  | 63              | 0,1             |
| –                          | BGE                           | x                  | x                  | 53              | 0,1             |
| –                          | Die Violetten                 | x                  | x                  | 24              | 0,0             |
| –                          | Liberal-Konservative Reformer | x                  | x                  | 23              | 0,0             |
| –                          | Menschliche Welt              | x                  | x                  | 27              | 0,0             |
| –                          | Die Humanisten                | x                  | x                  | 31              | 0,1             |
| –                          | Gesundheitsforschung          | x                  | x                  | 94              | 0,2             |
| –                          | Tierschutz                    | x                  | x                  | 556             | 1,2             |
| –                          | V-Partei³                     | x                  | x                  | 54              | 0,1             |

Die direkt gewählte Wahlkreisabgeordnete Sandra Funken (CDU) vertritt den Wahlkreis im Landtag. Moritz Promny (FDP) und Frank Diefenbach (Bündnis 90/Die Grünen) sind über die Landeslisten ihrer Parteien eingezogen. Rüdiger Holschuh (SPD) rückte am 9. Dezember 2021 in den Landtag nach.

## Wahl 2013
| Gegenstand der Nachweisung | Gegenstand der Nachweisung | Wahlkreis- stimmen | Wahlkreis- stimmen | Landes- stimmen | Landes- stimmen |
| Kreiswahlbewerber          | Partei                     | Anzahl             | %                  | Anzahl          | %               |
| -------------------------- | -------------------------- | ------------------ | ------------------ | --------------- | --------------- |
| Wahlberechtigte            | Wahlberechtigte            | 71.898             | 100,0              | 71.898          | 100,0           |
| Wähler                     | Wähler                     | 52.573             | 73,1               | 52.573          | 73,1            |
| Ungültige Stimmen          | Ungültige Stimmen          | 2.054              | 3,9                | 1.951           | 3,7             |
| Gültige Stimmen            | Gültige Stimmen            | 50.519             | 100,0              | 50.622          | 100,0           |
| davon                      |                            |                    |                    |                 |                 |
| Judith Lannert             | CDU Hessen                 | 21.288             | 42,1               | 18.919          | 37,4            |
| Rüdiger Holschuh           | SPD Hessen                 | 19.630             | 38,9               | 17.078          | 33,7            |
| Joachim Eichner            | FDP Hessen                 | 1.236              | 2,4                | 2.125           | 4,2             |
| Elisabeth Bühler-Kowarsch  | Grüne Hessen               | 3.882              | 7,7                | 4.520           | 8,9             |
| Lothar Löll                | Die Linke Hessen           | 2.796              | 5,5                | 2.680           | 5,3             |
|                            | Freie Wähler Hessen        | –                  | –                  | 493             | 1,0             |
|                            | NPD                        | –                  | –                  | 649             | 1,3             |
|                            | Die Republikaner           | –                  | –                  | 346             | 0,7             |
|                            | Piraten                    | –                  | –                  | 957             | 1,9             |
|                            | BüSo                       | –                  | –                  | 20              | 0,0             |
|                            | ADd                        | –                  | –                  | 82              | 0,2             |
|                            | Die Grauen                 | –                  | –                  | 37              | 0,1             |
| Karl-Ludwig Kunstein       | AfD                        | 1.687              | 3,3                | 2.336           | 4,6             |
|                            | AVIP                       | –                  | –                  | 47              | 0,1             |
|                            | LUPe                       | –                  | –                  | 7               | 0,0             |
|                            | ÖDP                        | –                  | –                  | 61              | 0,1             |
|                            | Die Partei                 | –                  | –                  | 242             | 0,5             |
|                            | PSG                        | –                  | –                  | 23              | 0,0             |

Neben Judith Lannert als Gewinner des Direktmandats ist aus dem Wahlkreis noch Rüdiger Holschuh über die Landesliste in den Landtag eingezogen.

## Wahl 2009
Wahlkreisergebnis der Landtagswahl in Hessen 2009:
| Direktkandidat    | Partei    | Erststimmen in % | Zweitstimmen in % |
| ----------------- | --------- | ---------------- | ----------------- |
| Judith Lannert    | CDU       | 40,9             | 36,4              |
| Michael Reuter    | SPD       | 33,5             | 26,8              |
| Moritz Promny     | FDP       | 09,4             | 14,8              |
| Claire Labigne    | Grüne     | 08,2             | 11,5              |
| Berthold Pfeiffer | Die Linke | 05,1             | 06,3              |
| Helmut Seidel     | REP       | 01,8             | 01,5              |
| –                 | FW        | –                | 01,1              |
| Georg Hartmann    | NPD       | 00,9             | 00,9              |
| –                 | Piraten   | –                | 00,5              |
| –                 | BüSo      | –                | 00,2              |

Neben Judith Lannert als Gewinnerin des Direktmandats ist aus dem Wahlkreis noch Michael Reuter über die Landesliste in den Landtag eingezogen.

## Wahl 2008
Bei der Landtagswahl in Hessen 2008 traten folgende Kandidaten an:
| Direktkandidat    | Partei     | Erststimmen in % | Zweitstimmen in % |
| ----------------- | ---------- | ---------------- | ----------------- |
| Judith Lannert    | CDU        | 38,2             | 35,7              |
| Michael Reuter    | SPD        | 41,6             | 40,3              |
| Claire Labigne    | Grüne      | 06,7             | 05,8              |
| Helmut Müller     | FDP        | 05,1             | 07,3              |
| Berthold Pfeiffer | Die Linke  | 04,3             | 05,7              |
| Jürgen Wittholz   | Die Grauen | 00,4             | 00,3              |
| Helmut Seidel     | REP        | 02,7             | 02,1              |

## Bisherige Abgeordnete
Direkt gewählte Abgeordnete des Wahlkreises Odenwald waren:
| Jahr | Direktkandidat | Partei | Erststimmen in % |
| ---- | -------------- | ------ | ---------------- |
| 2023 | Sandra Funken  | CDU    | 35,6             |
| 2018 | Sandra Funken  | CDU    | 28,4             |
| 2013 | Judith Lannert | CDU    | 42,1             |
| 2009 | Judith Lannert | CDU    | 40,9             |
| 2008 | Michael Reuter | SPD    | 41,6             |
| 2003 | Judith Lannert | CDU    | 47,1             |
| 1999 | Dieter Nolte   | SPD    | 49,6             |
| 1995 | Dieter Nolte   | SPD    | 50,1             |
| 1991 | Dieter Nolte   | SPD    | 51,1             |
| 1987 | Günter Zabel   | SPD    |                  |
| 1983 | Günter Zabel   | SPD    | 51,7             |
| 1982 | Günter Zabel   | SPD    | 49,4             |

## Der Wahlkreis bis 1966
Zwischen 1950 und 1966 bestand gemäß dem hessischen Landtagswahlgesetz vom 18. September 1950 der Wahlkreis 45, der jedoch nicht vollständig mit dem heutigen Wahlkreis deckungsgleich war. Er bestand aus dem damaligen Landkreis Erbach.
Bei der Landtagswahl in Hessen 1946 war der heutige Wahlkreis Teil des Wahlkreises III. Dieser Wahlkreis setzte sich zusammen aus dem Landkreis Bergstraße und dem Landkreis Erbach.